# Bdelloida
Bdelloida is een orde van de onderklasse der Bdelloidea (een onderklasse van raderdiertjes). De orde bestaat uit 4 families en omvat ongeveer 300 bekende soorten. Ze worden gekenmerkt door hun typische morfologie en door hun kruipend voortbewegen.
Ze leven voornamelijk in zoet water en in vochtige tot natte bodems.
Bedelloida raderdiertjes planten zich niet geslachtelijk voor. Deze klasse van diersoorten kent geen meiose of herschikking van allelen van de ouderlijke chromosomenparen. Er is zelfs geen mannelijke vorm. Bdelloide raderdieren zijn de hoogst ontwikkelde levensvorm zonder "mannen"  wat ze de bijnaam oplevert van 'evolutionair schandaal'.